# The World's Applause
The World's Applause é um filme mudo do gênero drama produzido nos Estados Unidos e lançado em 1923. É  atualmente considerado filme perdido.